# Terminalia lucida
Terminalia lucida är en tvåhjärtbladig växtart som beskrevs av Johann Centurius von Hoffmannsegg och Carl Friedrich Philipp von Martius. Terminalia lucida ingår i släktet Terminalia och familjen Combretaceae. Inga underarter finns listade i Catalogue of Life.